# 山脇町 (名古屋市)
山脇町（やまわきちょう）は、愛知県名古屋市昭和区の地名。現行行政地名は山脇町1丁目から山脇町4丁目。住居表示未実施地域。

## 地理
名古屋市昭和区北西部に位置する。東は北山本町、南は鶴舞四丁目に接する。

## 歴史

### 沿革
- 1931年（昭和6年）4月1日 - 中区御器所町の一部により、同区山脇町として成立[1]。
- 1934年（昭和9年）4月1日 - 中区御器所町の一部を編入する[1]。
- 1937年（昭和12年）10月1日 - 昭和区成立に伴い、同区山脇町となる[1]。
- 1941年（昭和16年）
  - 3月15日 - 一部が昭和区北山本町に編入される[1]。
  - 8月15日 - 昭和区御器所町および同区幸楽町の各一部を編入する[1]。
- 1972年（昭和47年）8月1日 - 一部が昭和区鶴舞一丁目および同四丁目に編入される[8]。

## 世帯数と人口
2019年（平成31年）1月1日現在の世帯数と人口は以下の通りである。
| 町丁   | 世帯数  | 人口    |
| ------ | ------- | ------- |
| 山脇町 | 655世帯 | 1,195人 |

## 学区
市立小・中学校に通う場合、学校等は以下の通りとなる。また、公立高等学校に通う場合の学区は以下の通りとなる。
| 番・番地等 | 小学校               | 中学校               | 高等学校 |
| ---------- | -------------------- | -------------------- | -------- |
| 全域       | 名古屋市立鶴舞小学校 | 名古屋市立北山中学校 | 尾張学区 |

## 施設
- 桜花学園高等学校体育館[7]
- 名古屋柳城短期大学附属御器所幼稚園[7]

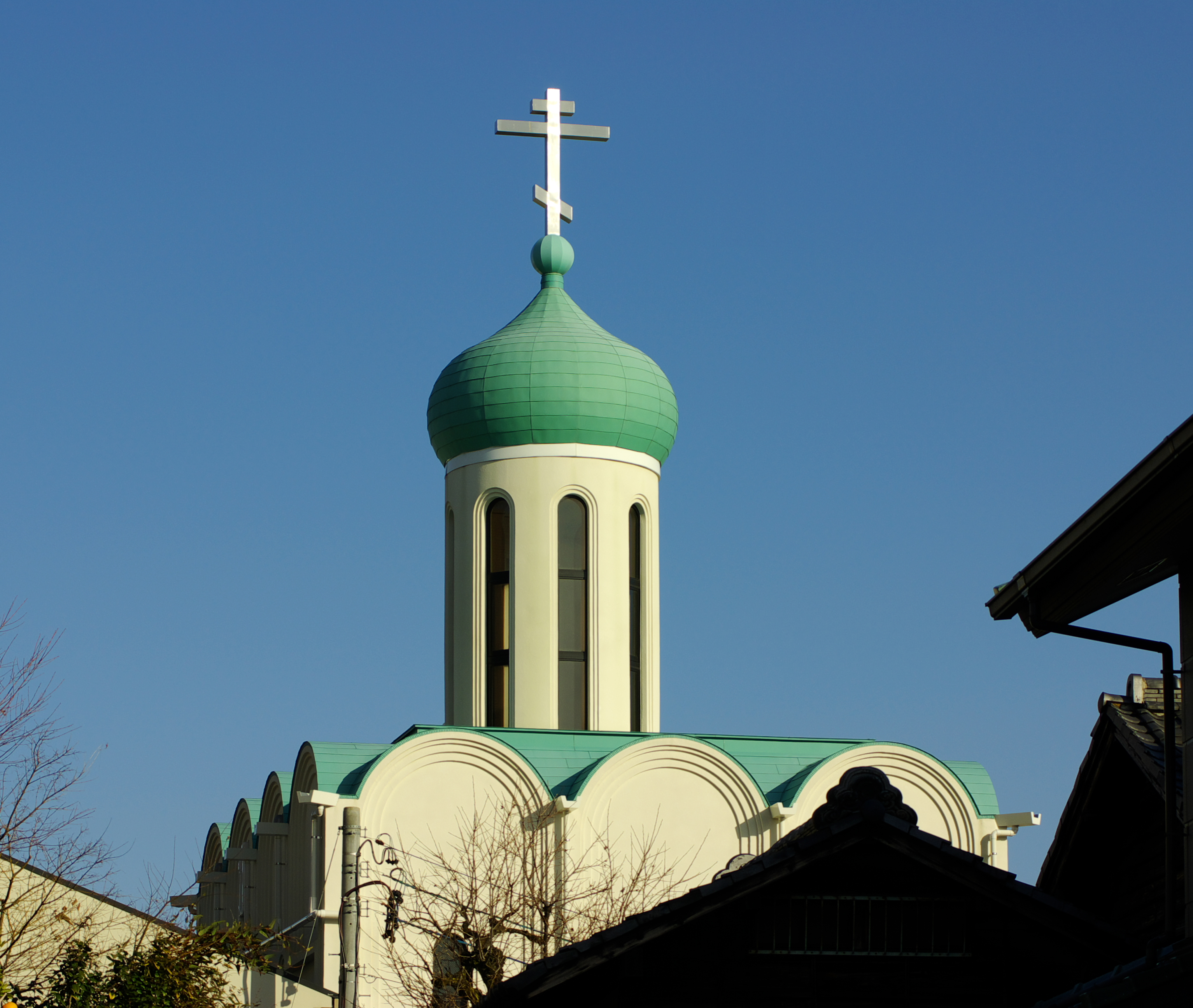
名古屋ハリストス正教会・神現聖堂
- 天理教尾張分教会

- 名古屋ハリストス正教会・神現聖堂

## 史跡
- 八幡山古墳[7]

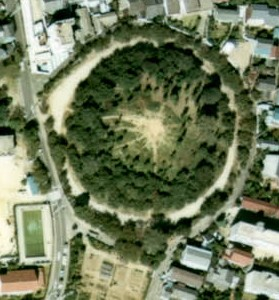
上空から見た八幡山古墳

## その他

### 日本郵便
- 郵便番号 : 466-0063[4]（集配局：昭和郵便局[11]）。